# Sheffield Shield 2023/24
Der Sheffield Shield 2023/24 war die 122. Saison des nationalen First-Class-Cricket-Wettbewerbes in Australien der vom 3. Oktober 2023 bis zum 25. März 2024 ausgetragen wurde. Im Finale konnte sich Western Australia mit 377 Runs gegen Tasmanien durchsetzen.

## Format
Die Mannschaften spielen in einer Division gegen jede andere jeweils zwei Spiele. Für einen Sieg erhält ein Team zunächst 6 Punkte, für ein Unentschieden (beide Mannschaften erzielen die gleiche Anzahl an Runs) 3 Punkte. Wird kein Ergebnis erreicht und das Spiel endet Remis bekamen beide Mannschaften 1 Punkt. Zusätzlich besteht die Möglichkeit in den ersten 100 Over des ersten Innings Bonuspunkte zu sammeln. Dabei werden pro Run die mehr als 200 Runs erzielt, werden 0.01 Batting-Bonuspunkte verteilt, jeweils 0.1 Bowling-Bonuspunkte gibt es für das Erreichen jedes Wickets. Des Weiteren ist es möglich das Mannschaften Punkte abgezogen bekommen, wenn sie beispielsweise zu langsam spielen oder der Platz nicht ordnungsgemäß hergerichtet ist. Am Ende der Saison wird ein Finale der besten beiden Mannschaften ausgetragen, dessen Sieger der Gewinner des Sheffield Shields ist.

## Resultate
Tabelle
| Teams             | Sp. | S | N | U | R | NR | Bat  | Bow | Ded | Punkte |
| ----------------- | --- | - | - | - | - | -- | ---- | --- | --- | ------ |
| Western Australia | 10  | 5 | 2 | 0 | 3 | 0  | 5.53 | 9.4 | 0   | 47.93  |
| Tasmanien         | 10  | 5 | 2 | 0 | 3 | 0  | 6.06 | 8.3 | 0   | 47.36  |
| New South Wales   | 10  | 4 | 3 | 0 | 3 | 0  | 6.31 | 9   | 0   | 42.31  |
| Victoria          | 10  | 4 | 4 | 0 | 2 | 0  | 4.74 | 8.2 | 0   | 38.94  |
| South Australia   | 10  | 3 | 6 | 0 | 1 | 0  | 5.19 | 9.3 | 0   | 33.49  |
| Queensland        | 10  | 2 | 6 | 0 | 2 | 0  | 3.54 | 8.3 | 0   | 25.84  |

Spiele
| 3. – 6. Oktober Scorecard | Adelaide | South Australia 307 (63.4) & 157 (44.4) | – | Tasmanien 381 (102.1) & 84-3 (19.5) |
|                           |          | Tasmanien gewinnt mit 7 Wickets         |   |                                     |

| 4. – 7. Oktober Scorecard | Sydney | Queensland 176 (66.2) & 417-7 (142.4) | – | New South Wales 446 (117.2) |
|                           |        | Remis                                 |   |                             |

| 4. – 7. Oktober Scorecard | Perth | Victoria 256 (82.4) & 172 (95.2)                       | – | Western Australia 481 (157.1) |
|                           |       | Western Australia gewinnt mit einem Innings un 53 Runs |   |                               |

| 14. – 17. Oktober Scorecard | Mackay | Victoria 253 (80) & 144 (64.4)                    | – | Queensland 501-9d (152) |
|                             |        | Queensland gewinnt mit einem Innings und 104 Runs |   |                         |

| 15. – 17. Oktober Scorecard | Adelaide | South Australia 293 (97.3) & 212 (71.1) | – | New South Wales 183 (58.4) & 136 (54.1) |
|                             |          | South Australia gewinnt mit 186 Runs    |   |                                         |

| 15. – 17. Oktober Scorecard | Perth | Tasmanien 439 (134.2) & 129-5 (65.2) | – | Western Australia 574-8d (179) |
|                             |       | Remis                                |   |                                |

| 26. – 29. Oktober Scorecard | Melbourne | Victoria 196 (86.2) & 284 (87.3) | – | New South Wales 102 (41.1) & 173 (76.1) |
|                             |           | Victoria gewinnt mit 205 Runs    |   |                                         |

| 26. – 29. Oktober Scorecard | Hobart | Queensland 379 (123.3) & 202-6d (58) | – | Tasmanien 150 (67) & 432-7 (122.2) |
|                             |        | Tasmanien gewinnt mit 3 Wickets      |   |                                    |

| 26. – 29. Oktober Scorecard | Adelaide | Western Australia 241 (87.4) & 377-8d (105) | – | South Australia 264 (85.4) & 154 (62.5) |
|                             |          | Western Australia gewinnt mit 200 Runs      |   |                                         |

| 5. – 8. November Scorecard | Melbourne | Tasmanien 452 (148.2) & 183-2 (68) | – | Victoria 373 (118.3) |
|                            |           | Remis                              |   |                      |

| 6. – 9. November Scorecard | Sydney | Western Australia 141 (62.5) & 136 (63.1) | – | New South Wales 276 (73.3) & 4-0 (0.4) |
|                            |        | New South Wales gewinnt mit 10 Wickets    |   |                                        |

| 6. – 9. November Scorecard | Brisbane | South Australia 359-5d (129.4) & 151 (53.4) | – | Queensland 238 (80.1) & 269 (88.4) |
|                            |          | South Australia gewinnt mit 3 Runs          |   |                                    |

| 15. – 18. November Scorecard | Perth | South Australia 192 (73.5) & 212 (61.4) | – | Western Australia 204 (66.5) & 201-8 (61.5) |
|                              |       | Western Australia gewinnt mit 2 Wickets |   |                                             |

| 16. – 19. November Scorecard | Melbourne | Victoria 300-7d (128) & 190-9d (57) | – | Queensland 219 (98.1) & 158 (81.5) |
|                              |           | Victoria gewinnt mit 113 Runs       |   |                                    |

| 18. – 21. November Scorecard | Hobart | New South Wales 181 (42) & 311 (110.5)        | – | Tasmanien 493 (131) |
|                              |        | Tasmanien gewinnt mit einem Innings und 1 Run |   |                     |

| 28. November – 1. Dezember Scorecard | Adelaide | Victoria 278 (60.3) & 231 (88.3) | – | South Australia 252 (70.2) & 234 (61.4) |
|                                      |          | Victoria gewinnt mit 23 Runs     |   |                                         |

| 28. November – 1. Dezember Scorecard | Sydney | New South Wales 224 (63.5) & 118 (34.2) | – | Tasmanien 200 (52.4) & 68 (22.1) |
|                                      |        | New South Wales gewinnt mit 74 Runs     |   |                                  |

| 28. November – 1. Dezember Scorecard | Brisbane | Queensland 274-8d (108) & 137-3 (62) | – | Western Australia 330 (95.4) |
|                                      |          | Remis                                |   |                              |

| 3. – 6. Februar Scorecard | Melbourne | South Australia 173 (70.3) & 271 (83.2) | – | Victoria 288 (88.3) & 157-7 (44.3) |
|                           |           | Victoria gewinnt mit 3 Wickets          |   |                                    |

| 3. – 6. Februar Scorecard | Brisbane | Queensland 282 (84.4) & 160 (57.2) | – | Tasmanien 219 (59.4) & 228-6 (56.3) |
|                           |          | Tasmanien gewinnt mit 4 Wickets    |   |                                     |

| 3. – 6. Februar Scorecard | Perth | Western Australia 256 (88) & 176 (56.5) | – | New South Wales 251 (99.4) & 182-6 (59.3) |
|                           |       | New South Wales gewinnt mit 4 Wickets   |   |                                           |

| 16. – 19. Februar Scorecard | Sydney | New South Wales 252 (86.5) & 116-8 (49) | – | Victoria 454-6d (141.5) |
|                             |        | Remis                                   |   |                         |

| 16. – 19. Februar Scorecard | Hobart | Tasmanien 183 (49) & 537-8d (135) | – | Western Australia 271 (89.3) & 242-2 (71.4) |
|                             |        | Remis                             |   |                                             |

| 16. – 19. Februar Scorecard | Adelaide | South Australia 132 (40.3) & 232 (72) | – | Queensland 159 (50.5) & 206-3 (63.3) |
|                             |          | Queensland gewinnt mit 7 Wickets      |   |                                      |

| 1. – 4. März Scorecard | Sydney | South Australia 287 (99.2) & 259-9 (92.4) | – | New South Wales 510-8d (144) |
|                        |        | Remis                                     |   |                              |

| 1. – 4. März Scorecard | Hobart | Tasmanien 240 (65.3) & 307 (74.5) | – | Victoria 106 (32.2) & 384 (105.1) |
|                        |        | Tasmanien gewinnt mit 57 Runs     |   |                                   |

| 1. – 4. März Scorecard | Perth | Western Australia 310 (102) & 307-7d (83) | – | Queensland 170 (54.5) & 301 (96.1) |
|                        |       | Western Australia gewinnt mit 146 Runs    |   |                                    |

| 11. – 14. März Scorecard | Hobart | South Australia 271 (77.2) & 175 (59.1) | – | Tasmanien 123 (36.2) & 189 (46.4) |
|                          |        | South Australia gewinnt mit 134 Runs    |   |                                   |

| 11. – 14. März Scorecard | Melbourne | Western Australia 244 (83.1) & 168 (66.4) | – | Victoria 144 (43) & 130 (42.1) |
|                          |           | Western Australia gewinnt mit 138 Runs    |   |                                |

| 11. – 14. März Scorecard | Brisbane | Queensland 144 (48.1) & 301 (84.3)    | – | New South Wales 316 (88.3) & 133-5 (28.2) |
|                          |          | New South Wales gewinnt mit 5 Wickets |   |                                           |

## Finale
| 21. – 25. März Scorecard | Perth | Western Australia 347 (102.1) & 376 (124.5) | – | Tasmanien 186 (92) & 160 (41) |
|                          |       | Western Australia gewinnt mit 377 Runs      |   |                               |

Tasmanien gewann den Münzwurf und entschied sich als Feldmannschaft gewinnen. Als Spieler des Spiels wurde Sam Whiteman ausgezeichnet.